# ال‌پی ۹۴۴–۰۲۰

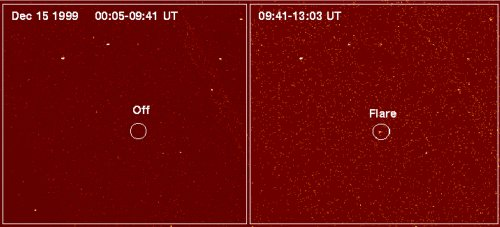
نمایی از ستارهٔ ال‌پی ۹۴۴-۰۲۰ در منظومهٔ خورشیدی – ۱۹۹۹

ال‌پی ۹۴۴–۰۲۰ یک ستاره است که در صورت فلکی کوره قرار دارد.